# Epistle to Dr Arbuthnot
Epistle to Dr Arbuthnot est un poème satirique écrit par le poète anglais Alexander Pope en 1734 et publié en 1735. Il est dédié à son ami, le docteur et mathématicien John Arbuthnot.